# Hughes OH-6 Cayuse
Hughes OH-6 Cayuse (znany też jako Loach) – amerykański jednosilnikowy lekki śmigłowiec obserwacyjny wykorzystywany do transportu, eskorty, szybkich ataków i zwiadu, opracowany w latach 60. XX wieku.
Na bazie śmigłowca OH-6 powstał cywilny Model 500 produkowany obecnie przez zakłady MD Helicopters. OH-6 był też podstawą do stworzenia śmigłowców MH-6 i AH-6 Little Bird, przeznaczonych do wsparcia operacji jednostek specjalnych.

## Użytkownicy
- Argentyna
- Bahrajn
- Boliwia
- Chile
- Dania
- Dominikana
- Ekwador
- Filipiny
- Finlandia
- Haiti
- Hiszpania
- Honduras
- Indonezja
- Irak
- Izrael
- Japonia
- Jordania
- Kenia
- Kolumbia
- Korea Południowa
- Korea Północna
- Kostaryka
- Mauretania
- Meksyk
- Maroko
- Nikaragua
- Tajwan
- Salwador
- Stany Zjednoczone
- Włochy